# テーマとヴァリエーション

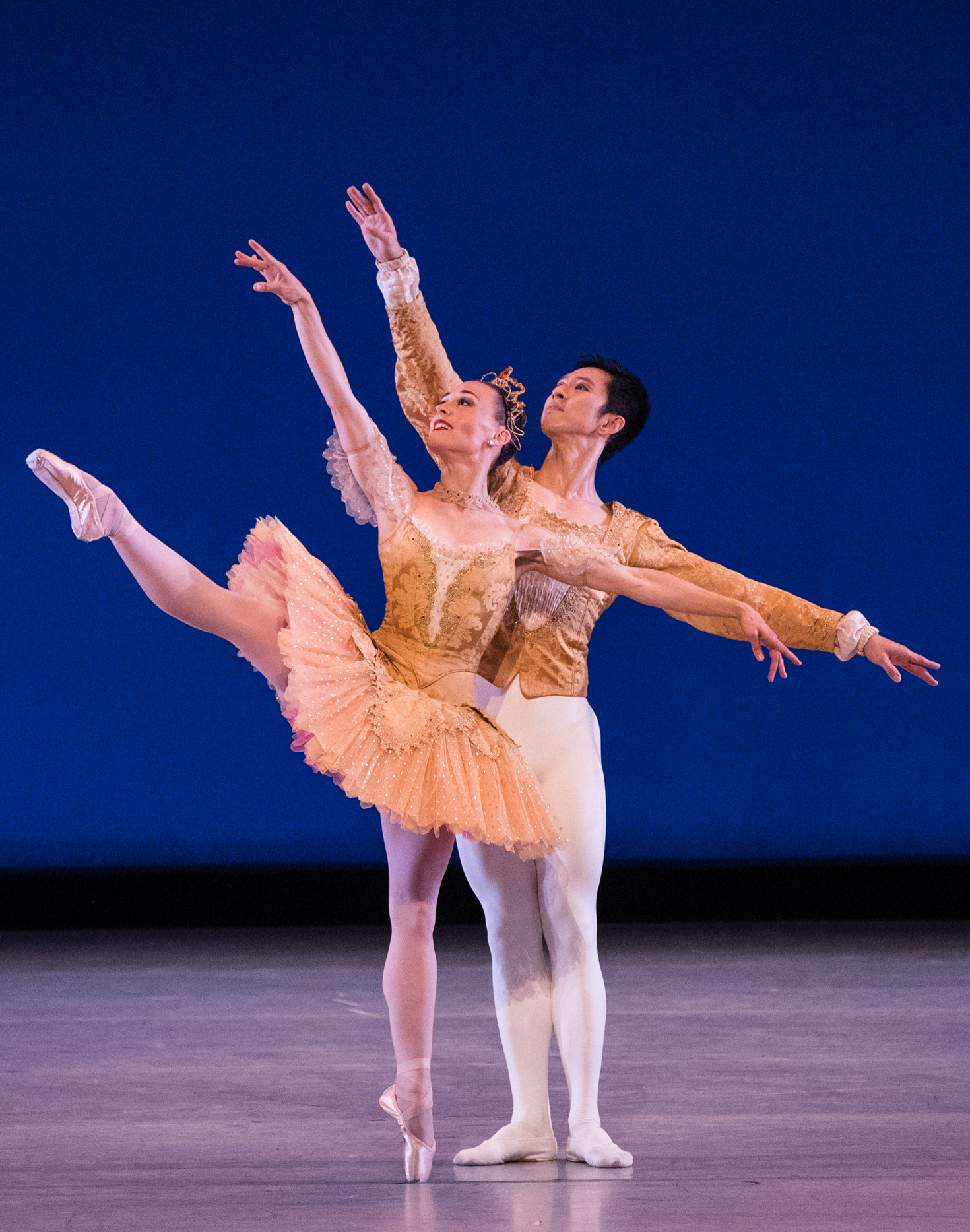
カンザスシティ・バレエのテーマとヴァリエーション

『テーマとヴァリエーション』(英: Theme and Variations）は、元バレエダンサーで振付師、ジョージ・バランシンによってアメリカン・バレエ・シアター(ABT)のために制作された全1幕のバレエ作品である。

## 概要
バランシンは帝政ロシアのバレエスタイルへの敬意をこめて製作し、作品はバレエ『眠れる森の美女』への賛辞と見なされている。
1947年11月26日水曜日、ニューヨーク・シティセンター55ストリートでアメリカンバレエシアターによって初演され、バランシン自身は12月の公演で指揮者としてデビューとなった。
オリジナル作品のセットとコスチュームはウッドマン・トンプソン(Woodman Thompson)のデザイン。

## 内容
男女ペアのプリンシパルを中心に、ソリスト 、コール・ド・バレエがシンメトリカルに配置され、華やかな踊りが曲調の変化に合わせて次々と展開され、ダンサー自身の個性を抑制し音楽に合わせた振り付けを厳密に表現するいわゆるシンフォニック・バレエ作品で、『シンフォニー・イン・C（水晶宮）』と共にバランシン初期の代表作と言われている。
初演では、アリシア・アロンソとイゴール・ユスケビッチがリードカップルをつとめ4人のソリストとコール・ド・バレエ総勢26名のダンサーによって上演された。

## 衣装
- ウッドマン・トンプソン(Woodman Thompson) - アメリカンバレエシアター
- バーバラ・カリンスカ（英語版）(Barbara Karinska) - ニューヨーク・シティ・バレエ団

## 音楽
ピョートル・イリイチ・チャイコフスキー『
組曲第3番』第4楽章。長さ30分。

## 初演キャスト
・アリシア・アロンソ(Alicia Alonso)　　　　
・アンナ・チェセルカ(Anna Cheselka)　　
・イゴール・ユスケビッチ
(Igor Youskevitch) 
・フェルナンド・アロンソ(Fernando Alonso)
・メリッサ・ハイデン(Melissa Hayden)       
・フェルナンド・ノート(Fernand Nault)
・ポーラ・ロイド(Paula Lloyd)              
・ザッカリー・ソロフ(Zachary Solov)
・シンシナ・リセリー(Cynthia Riseley)      
・エリック・バーム(Eric Braun)  ：他。

## 主な日本国内の公演
1968年アメリカン・バレエ・シアター
- 9月18日18時30分 会場：東京文化会館
  - 9月19日13時30分 会場：東京文化会館
  - 9月19日18時30分 会場：東京文化会館
  - 9月22日13時30分 会場：東京文化会館
  - 9月22日18時30分 会場：東京文化会館
- 9月24日18時30分 会場：小倉市民会館
- 9月25日18時30分 会場：福岡市民会館
- 10月01日18時30分 会場：大阪フェスティバルホール
  - 10月02日18時30分 会場：大阪フェスティバルホール
  - 10月03日18時30分 会場：大阪フェスティバルホール

1987年 サンフランシスコ・バレエ
- 11月02日18時30分 会場：東京厚生年金会館大ホール
  - 11月03日18時30分 会場：東京厚生年金会館大ホール

1988年 松山バレエ団
- 10月12日18時30分 会場：東京文化会館
  - 10月13日18時30分 会場：東京文化会館
- 10月15日18時30分 会場：大阪・フェスティバルホール
  - 10月16日17時00分 会場：大阪・フェスティバルホール
- 10月18日18時30分 会場：神戸文化大ホール
- 10月20日18時30分 会場：香川県県民ホール
- 10月22日18時30分 会場：京都会館第1ホール
- 10月23日17時00分 会場：NHKホール(東京)
- 10月27日18時30分 会場：神奈川県民ホール
- 10月29日18時30分 会場：名古屋市民会館
- 11月02日19時00分 会場：福岡サンパレスホール
- 11月04日19時00分 会場：九州厚生年金会館
- 11月08日18時30分 会場：宮城県民会館
- 11月09日18時30分 会場：秋田県民会館

1991年 レニングラード・キーロフ劇場バレエ
- 7月20日18時30分 会場：昭和女子大学人見記念講堂(東京)
  - 7月21日14時00分 会場：昭和女子大学人見記念講堂(東京)

1992年 松山バレエ団
- 10月17日18時30分 会場：簡易保険ホール(東京)
  - 10月18日14時00分 会場：簡易保険ホール(東京)

1992年 アメリカン・バレエ・シアター
- 10月27日18時30分 会場：東京文化会館
  - 10月28日18時30分 会場：東京文化会館
  - 10月29日18時30分 会場：東京文化会館
  - 10月30日18時30分 会場：東京文化会館
- 11月01日16時00分 会場：神奈川県民ホール
- 11月05日18時30分 会場：名古屋市民会館 大ホール
- 11月08日17時30分 会場：大阪・フェスティバルホール

1993年 松山バレエ団
- 9月19日16時00分 会場：簡易保険ホール(東京)

1994年 チャイコフスキー記念東京バレエ団
- 6月21日18時30分 会場：東京文化会館
- 6月22日18時30分 会場：東京文化会館

1995年 チャイコフスキー記念東京バレエ団
- 6月24日18時30分 会場：簡易保険ホール(東京)
  - 6月25日13時30分 会場：簡易保険ホール(東京)
  - 6月25日18時30分 会場：簡易保険ホール(東京)
- 6月30日18時30分 会場：愛知県芸術劇場
- 7月02日15時00分 会場：大阪・フェスティバルホール
- 7月03日19時00分 会場：富山市公会堂 大ホール
- 7月05日18時30分 会場：宮崎県立芸術劇場 演劇ホール
- 7月06日18時30分 会場：佐賀市文化会館
- 7月08日18時30分 会場：香川県県民ホール
- 7月10日18時30分 会場：伊勢崎市文化会館(群馬県)
- 7月11日19時00分 会場：府中の森芸術劇場 どりーむホール(東京)
- 7月14日18時30分 会場：宇都宮市文化会館 大ホール(栃木県)
- 7月16日15時30分 会場：神奈川県民ホール
- 7月18日18時45分 会場：岡谷市カノラホール(長野県)
- 7月22日18時30分 会場：釧路市民文化会館(北海道)
- 7月24日19時00分 会場：函館市民会館 大ホール(北海道)

1995年 松山バレエ団
- 9月09日14時30分 会場：ゆうぽうと簡易保険ホール(東京)

1996年 東京バレエ団NBSグレート・ダンサーズ・シリーズ(ルグリと輝ける仲間たち)
- 8月06日18時30分 会場：新宿文化センター(東京)
- 8月07日18時30分 会場：新宿文化センター(東京)
- 8月08日18時30分 会場：新宿文化センター(東京)

1997年 チャイコフスキー記念東京バレエ団
- 10月07日18時15分 会場：聖徳大学川並記念講堂(千葉県松戸市)
- 10月21日18時30分 会場：山形県県民会館
- 10月23日19時00分 会場：秋田県民会館
- 10月29日18時00分 会場：會津風雅(福島県会津若松市)
- 11月02日18時00分 会場：アワーズホール(兵庫県明石市立市民会館)
- 11月03日18時00分 会場：岡山シンフォニーホール
- 11月04日18時30分 会場：飯塚コスモスコモン(福岡県)
- 11月05日18時30分 会場：徳島市立文化センター
- 11月07日19時00分 会場：京都会館第一ホール
- 11月08日18時00分 会場：鳥取県立県民文化会館 梨花ホール
- 11月09日18時30分 会場：島根県民会館
- 11月12日18時30分 会場：長崎市公会堂
- 11月15日18時30分 会場：呉市文化ホール(広島県)
- 11月16日18時30分 会場：徳山市文化会館(山口県)
- 11月20日18時30分 会場：和歌山県民文化会館 大ホール
- 11月22日18時30分 会場：新潟県民会館
- 12月14日18時30分 会場：大分文化会館 大ホール

2000年 新国立劇場バレエ団
- 2月04日18時30分 会場：新国立劇場 オペラ劇場(初台)
  - 2月05日15時00分 会場：新国立劇場 オペラ劇場(初台)
  - 2月06日14時00分 会場：新国立劇場 オペラ劇場(初台)
  - 6月29日18時30分 会場：新国立劇場 オペラ劇場(初台)
  - 6月30日18時30分 会場：新国立劇場 オペラ劇場(初台)
  - 7月01日15時00分 会場：新国立劇場 オペラ劇場(初台)
  - 7月02日14時00分 会場：新国立劇場 オペラ劇場(初台)
  - 7月03日18時30分 会場：新国立劇場 オペラ劇場(初台)

2000年 ミハイロフスキー・バレエ団
- 7月22日16時00分 会場：東京芸術劇場 中ホール
  - 7月23日15時00分 会場：東京芸術劇場 中ホール

2001年 新国立劇場バレエ団
- 6月22日18時30分 会場：新国立劇場 オペラ劇場(初台)
  - 6月23日15時00分 会場：新国立劇場 オペラ劇場(初台)
  - 6月24日14時00分 会場：新国立劇場 オペラ劇場(初台)

2001年 チャイコフスキー記念東京バレエ団
- 11月07日18時30分 会場：サンシティホール(埼玉県越谷市)
- 11月08日19時00分 会場：グリーンホール相模大野(神奈川県)
- 11月09日18時30分 会場：川口リリア・メインホール(埼玉県)
- 11月10日19時00分 会場：宇都宮市文化会館 大ホール(栃木県)
- 11月11日17時00分 会場：宮城県民会館
- 11月13日18時30分 会場：北海道厚生年金会館
  - 11月14日18時30分 会場：北海道北見市民会館
- 11月16日18時30分 会場：東京文化会館
  - 11月17日18時30分 会場：東京文化会館
- 11月19日16時00分 会場：桐蔭メモリアルホール(神奈川県横浜市)
- 11月20日18時30分 会場：伊勢崎市文化会館(群馬県)
- 11月21日19時00分 会場：市川市文化会館 大ホール(千葉県)
- 11月24日18時30分 会場：アクトシティ浜松 大ホール(静岡県)
- 11月25日17時00分 会場：愛知県芸術劇場 大ホール
- 11月27日18時30分 会場：三重県文化会館 大ホール
- 11月29日18時45分 会場：和歌山県民文化会館 大ホール
- 11月30日19時00分 会場：神戸国際会館 こくさいホール(兵庫県)
- 12月02日18時00分 会場：岡山シンフォニーホール
- 12月03日18時30分 会場：石西県民文化会館 大ホール(島根県)
- 12月05日18時30分 会場：広島厚生年金会館
- 12月07日19時00分 会場：徳山市文化会館(山口県)
- 12月08日18時30分 会場：福岡サンパレス
- 12月12日19時00分 会場：鹿児島県文化センター
- 12月14日18時30分 会場：長野県松本文化会館
- 12月16日16時00分 会場：富山市芸術文化ホール:オーバード・ホール

2005年 アメリカン・バレエ・シアター
- 7月21日18時30分 会場：東京文化会館
  - 7月22日18時30分 会場：東京文化会館
- 7月30日18時30分 会場：大阪フェスティバルホール

2005年 チャイコフスキー記念東京バレエ団
- 11月20日15時00分 会場：東京文化会館
  - 11月21日18時30分 会場：東京文化会館
- 11月23日18時30分 会場：北海道厚生年金会館
- 12月01日18時30分 会場：大阪フェスティバルホール
- 12月09日18時30分 会場：福岡サンパレス

2007年 チャイコフスキー記念東京バレエ団
- 12月13日18時30分 会場：北海道厚生年金会館
- 12月16日17時30分 会場：新潟県民会館
- 12月19日18時30分 会場：アクトシティ浜松(静岡県)
- 12月22日15時30分 会場：滋賀県立芸術劇場びわ湖ホール
- 12月24日17時30分 会場：中京大学文化市民会館オーロラホール(愛知県)
- 12月27日19時00分 会場：川口リリアホール(埼玉県)

2014年 アメリカン・バレエ・シアター
- 2月25日18時30分　会場：Bunkamuraオーチャードホール(東京)
- 2月26日18時30分　会場：Bunkamuraオーチャードホール(東京)

2015年 新国立劇場バレエ団
- 3月14日14時00分 会場：新国立劇場 中劇場(初台)
  - 3月15日14時00分 会場：新国立劇場 中劇場(初台)
  - 3月19日19時00分 会場：新国立劇場 中劇場(初台)
  - 3月21日14時00分 会場：新国立劇場 中劇場(初台)
  - 3月22日14時00分 会場：新国立劇場 中劇場(初台)

2017年 新国立劇場バレエ団
- 2017年02月17日19時00分 会場：新国立劇場オペラパレス(初台)
  - 2月18日14時00分 会場：新国立劇場オペラパレス(初台)

2017年 パリ・オペラ座バレエ団
- 3月09日18時30分 会場：東京文化会館
  - 3月10日18時30分 会場：東京文化会館
  - 3月11日13時30分 会場：東京文化会館
  - 3月11日18時30分 会場：東京文化会館
  - 3月12日15時00分 会場：東京文化会館

## 参考動画
ハンガリー国立バレエ団 https://www.youtube.com/watch?v=7gzgCRptWis